# DS:Style系列作品列表
DS：Style是一系列发行于任天堂DS平台的教育软件。系列由日本电子游戏开发商与发行商史克威尔艾尼克斯创作，并日本在独占发行，系列由史克威尔和其它几间公司共同开发。其收录了不同国家或城市的参考指南和旅游指南，以及日本职业执照的学习指南及公务员测试。系列的格言是“游戏之趣，乐在学中”。尽管游戏有此格言，并销售与游戏机平台，但产品事实上几乎没有游戏元素，代之的是参考指南和知识测验功能。评论认为系列是史克威尔闯入“非传统玩家”新市场的一次尝试。
系列前九个产品于2007年4月4日公布，其中前五个发行于2007年7月5日；最后一部《走遍全球DS》发行于2011年2月3日。一些产品命名于其它非软件产品之后，如旅游指南丛书寂寞星球，日本备考公司Legal Mind，以及日本瑜伽馆Tipness。簿记和房地产认证产品除了在任天堂DS平台发行外，还发行于PlayStation Portable。
这些介于游戏和软件之间的产品多未获评论。在发行之前，最初的产品被认为是“潜在的”。评论者对系列反应不大；鉴于发行商和主题，他们认为产品将畅销，但比较没有趣味。他们认为产品不值得为日本市场外本地化，因为之前此类产品的促销失败，若没有大量广告，任天堂DS的非游戏软件不会有太大市场。

## 作品列表
| 作品                                                                      | 主题                  | 开发商和         | 发行日期       | 参     |
| ------------------------------------------------------------------------- | --------------------- | ---------------- | -------------- | ------ |
| 鲜花盛开 DS园艺生活（）                                                   | 园艺                  | Elements         | 2007年7月5日   | [ 8 ]  |
| 你不听DS古典音乐吗？（）                                                  | Music                 | iNiS             | 2007年7月5日   | [ 9 ]  |
| 寂寞星球DS 泰国（）                                                       | 旅游（泰国）          | Will             | 2007年7月5日   | [ 10 ] |
| 寂寞星球DS 法国（）                                                       | 旅游（法国）          | Will             | 2007年7月5日   | [ 11 ] |
| 寂寞星球DS 意大利（）                                                     | 旅游（意大利）        | Will             | 2007年7月5日   | [ 12 ] |
| 你的私人教程 用DS开始做瑜伽（）                                           | 瑜伽                  | 史克威尔艾尼克斯 | 2007年10月4日  | [ 13 ] |
| 寂寞星球DS 台湾（）                                                       | 旅游（台湾）          | Will             | 2007年10月4日  | [ 14 ] |
| 寂寞星球DS 夏威夷（）                                                     | 旅游（夏威夷）        | Will             | 2007年10月4日  | [ 15 ] |
| 寂寞星球DS 纽约（）                                                       | 旅游（纽约市）        | Will             | 2007年10月4日  | [ 16 ] |
| 葡萄酒品酒入门DS（）                                                      | 葡萄酒                | 史克威尔艾尼克斯 | 2007年11月15日 | [ 17 ] |
| 一生8万7000次美食乐趣 美食家精通美味DS 老练周末编辑部精心推荐店铺信息（） | 烹饪                  | h.a.n.d.         | 2007年12月13日 | [ 18 ] |
| 寂寞星球DS 英吉利（）                                                     | 旅游（英国）          | Will             | 2007年12月13日 | [ 19 ] |
| 寂寞星球DS 上海（）                                                       | 旅游（上海）          | Will             | 2007年12月13日 | [ 20 ] |
| 寂寞星球DS 香港（）                                                       | 旅游（香港）          | Will             | 2007年12月13日 | [ 21 ] |
| 寂寞星球DS 首尔、釜山（）                                                 | 旅游（首尔、釜山）    | Will             | 2007年12月13日 | [ 22 ] |
| 认真学习 LEC合格 DS日商簿记三级（）                                       | 专业认证 (簿记)       | Matrix Software  | 2008年4月17日  | [ 23 ] |
| 认真学习 LEC合格 DS秘书考核 2级/3级（）                                   | 专业认证 (秘书)       | 史克威尔艾尼克斯 | 2009年2月26日  | [ 24 ] |
| 认真学习 LEC合格 DS地產代理（）                                           | 专业认证 (房产)       | 史克威尔艾尼克斯 | 2009年2月26日  | [ 25 ] |
| 认真学习 LEC合格 DS公务员考试、数的处理（）                               | 专业认证 (公务员考试) | 史克威尔艾尼克斯 | 2009年12月3日  | [ 26 ] |
| 认真学习 LEC合格 DS危险品操作人员乙种四类（）                             | 专业认证 (危险品)     | 史克威尔艾尼克斯 | 2009年12月3日  | [ 27 ] |
| 认真学习 LEC合格 DS行政书士（）                                           | 专业认证 (商务写作)   | 史克威尔艾尼克斯 | 2010年9月2日   | [ 28 ] |
| 认真学习 LEC合格 DS地產代理 2011年&2012年版（）                           | 专业认证 (房产)       | 史克威尔艾尼克斯 | 2011年2月3日   | [ 29 ] |